# Ugli
Pour les articles homonymes, voir Ugly.
Ugli ou Tangelo de Jamaïque, Tangelo jamaïcain en français du Canada est un agrume jamaïcain et UGLI une marque déposée de Cabel Hall Citrus Limited (Jamaïque),.

## Histoire
La plante a été découverte, cultivée, améliorée, le fruit est commercialisé et promu en Amérique du Nord et en Europe par la famille Sharp, d'origine britannique installée à la Jamaïque, dans le domaine de Trout Hall Estate.

## Dénomination
À l'origine F.G. Sharp appelait le fruit Harry orange (l'orange de Harry). Exotic Tangelo from Jamaica et Tangelo de la Jamaïque se rencontrent aussi. 

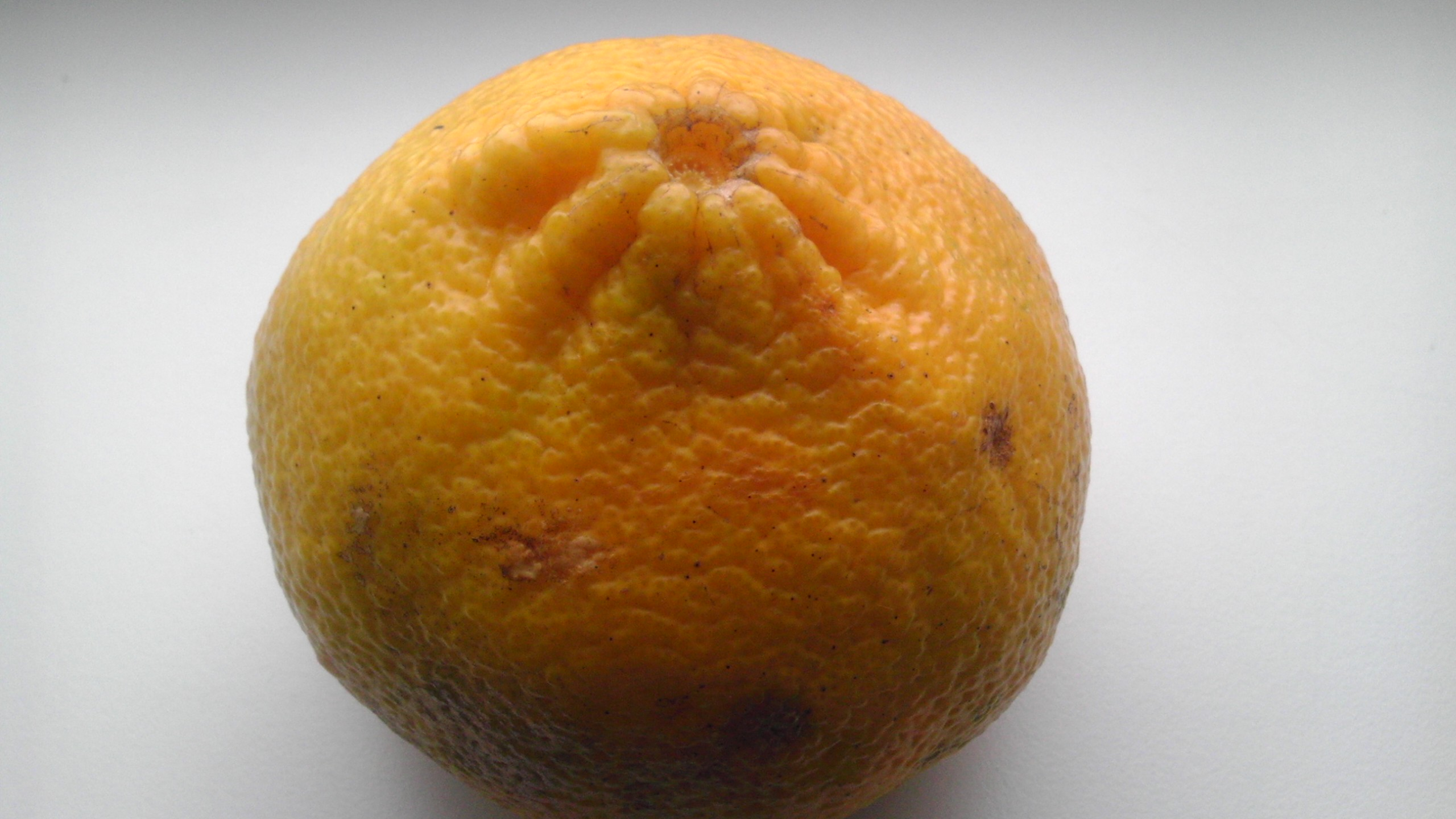
Ugli, un fruit pas vraiment laid.

### Marketing de la laideur
Dès l'origine de l'exportation (le fruit n'est pas commercialisé à la Jamaïque) le fruit est décrit comme laid, ugly en anglais. Le qualificatif viendrait du Canada. Lorsqu'un juge américain statuant sur le niveau des droits de douane (1940) demande à l'importateur de décrire le fruit, il répond : « Eh bien ! Ugli fruit est la chose la plus laide que vous pouvez imaginer… la peau est très très moche (coarse), il est rond en bas et pointu du côté de la queue ». La marque qui donne son nom au fruit s'écrit UGLI et non ugly, elle ne manque jamais une occasion de jouer sur l'idée de laideur (alors que le fruit n'est pas hideux mais plutôt imposant). Le nom comme la marque sont les mêmes partout dans le monde.
Un producteur de Floride a créé la marque Uniq Fruit sous laquelle il diffuse le fruit surnommé ugly fruit.

### Fruit métaphorique

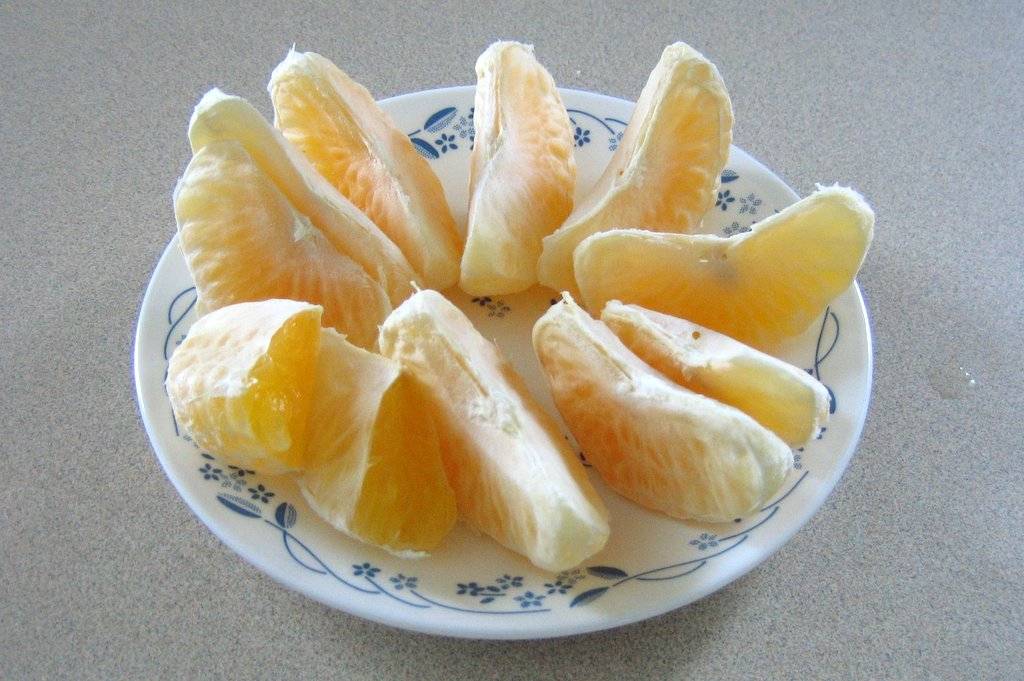
Un fruit facile à peler.

En 2016, le Dr. Albert Holloway utilise l'allégorie de l'Ugli dans son livre Ugly fruit : le développement spirituel (l'intérieur bon et beau du fruit Ugli) donne la santé mentale et prime l'apparence.  « J'ai trouvé dans l'ugli fruit une métaphore ».

## Histoire
Cabel Hall Citrus Limited écrit que la découverte fortuite de la plante a eu lieu en 1924. Pour H. J. Webber, la date est incertaine, la plante a été trouvée près de Brown's Town (Jamaïque) par F.G. Sharp entre 1914 et 1917. À l'origine, il s'agit probablement d'un heureux hasard de semis. GGR Sharp, son fils, commence l'exportation de fruits vers l'Angleterre et le Canada en 1934,. La famille Sharp s'assure l'exclusivité de la culture, en décembre 1938, année de dépôt de la marque UGLI, le surintendant des jardins publics de Kingston écrit que ce fruit n'est cultivé qu'à Trout Hall Estate, propriété de F.G. Sharp. Henry Kelly & Sons Co (N-Y) commence l'importation aux USA en 1939 sous le nom de Ugli fruit,.
En 1942, H. J. Weber met en culture des graines d'un fruit jamaïcain, c'est le cultivar le plus proche du fruit commercialisé qui est actuellement conservé à Riverside sous n° CRC 2780. D'autres semis sont réalisés en Nouvelle-Zélande et probablement à la Jamaïque même où le producteur mène une sélection active en vue d'éliminer les fruits avec graines,. Il existe donc divers cultivars de ce fruit.

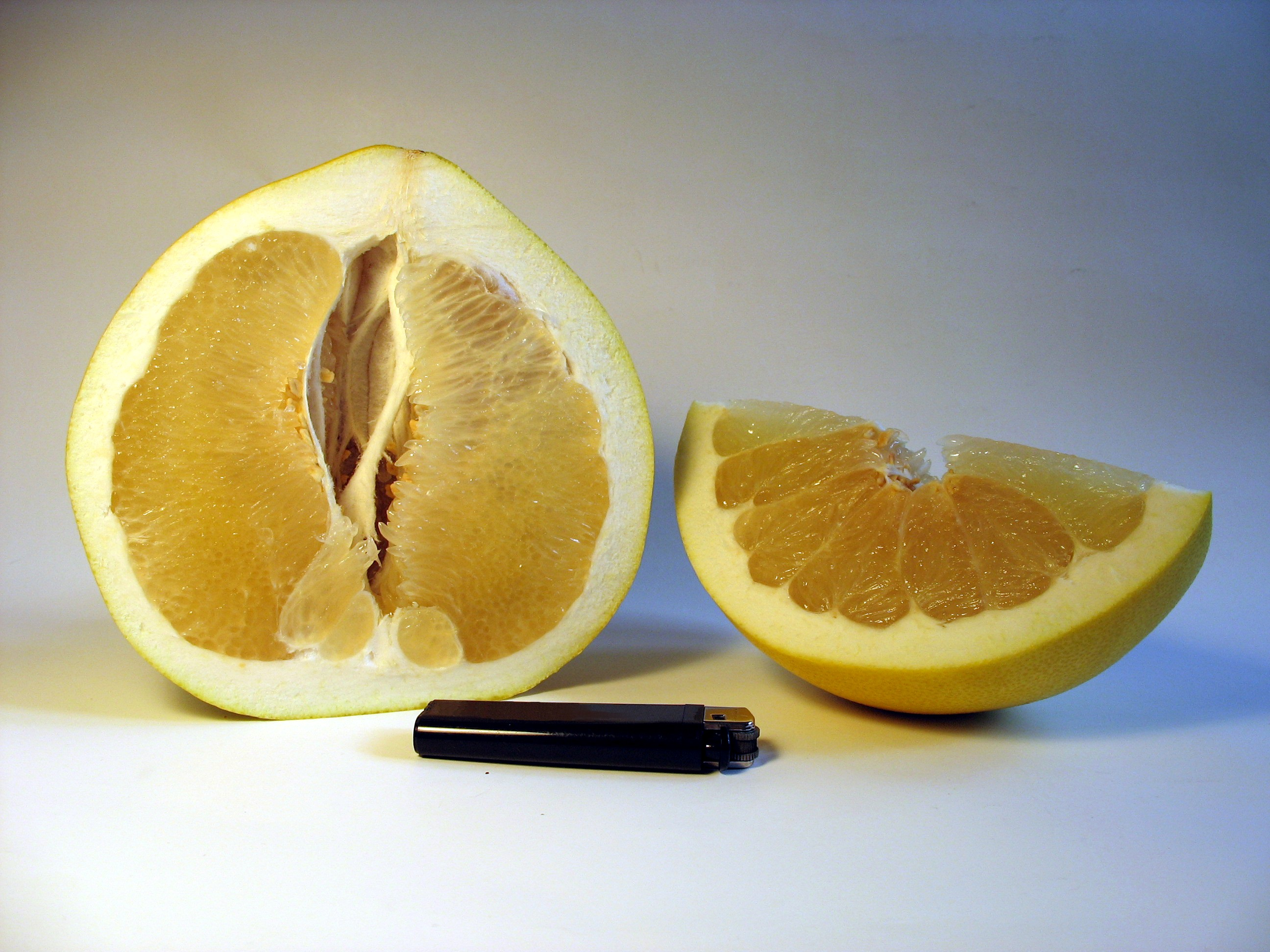
Le Pamplemoussier (Citrus maxima) est un probable parent de l'Ugli.

## Généalogie
Il n'y a pas d'arbre phylogénétique des Ugli publié mais, au sens strict, il ne s'agit probablement pas d'un tangelo (C. reticulata  x C. paradisis) comme souvent affirmé, mais d'un agrume à généalogie complexe. 
Les considérations morphologiques en ont fait (1940) d'après Walter T. Swingle un hybride de l'orange King (qui n'est pas une orange mais un tangor), d'après le producteur jamaïcain un hybride de bigarade, de pomelo (C. xparadisi) et de tangerine,,. Sa forme (base plate et sommet pointu) évoque le pamplemousse (C. maxima) de Cayenne ou Chadek de taille comparable. Filiation probable que confirme Amel Oueslati Bahri (2017) : « la presque la totalité du chromosome 8 de la variété Ugli reproduit  en homozygotie le génome de C. maxima ». D'ailleurs quand Webber a classé provisoirement Ugli comme tangelo (à cause de ses graines monoembryonées ) il écrit que le pamplemoussier (pummelo, C. maxima) est le parent en question au lieu du pomelo (grapefruit, C. xparadisi). 

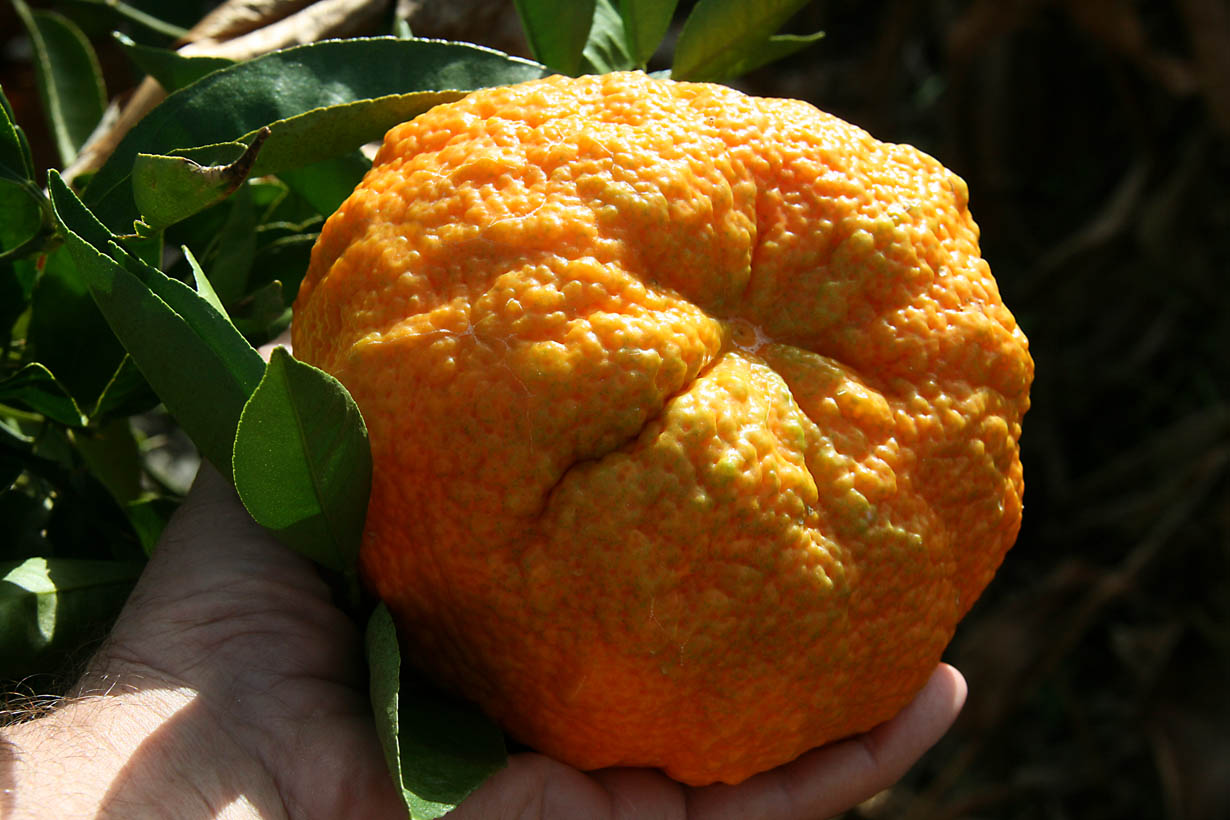
Ugli présentant une belle couleur orangée en climat méditerranéen (Portugal).

## Description

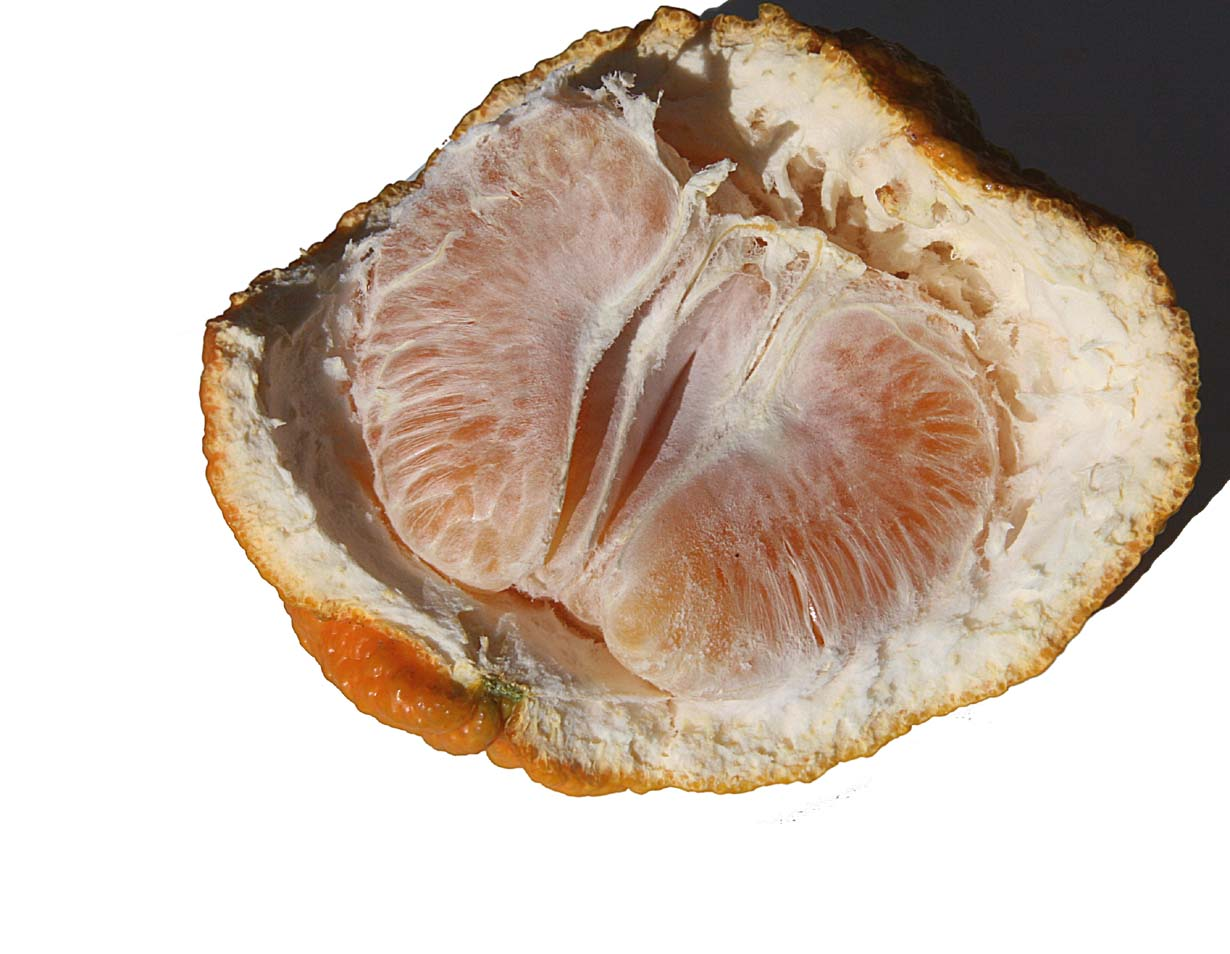
Albédo dilaté du Ugli mûr

Le fruit est obovoïde, aplati à la base, pointu au sommet d'un diamètre de 12 à 15 cm et d'une hauteur de 9 à 12 cm. La pulpe orange lumineux, juteuse est  divisée en douze segments avec des membranes dures mais faciles à séparer, peu ou pas de pépins. Il est bouffi, bosselé, facile à peler, l'albedo est très aéré.
Le goût est équilibré, il est sucré sans excès (10,4 à 11,4 degrés Brix), il évoque les pamplemousses asiatiques légèrement acides et amers, ou les oranges selon d'autres, mais moins acides et amers que les pomelo (C. xparadisi),.

### Répartition

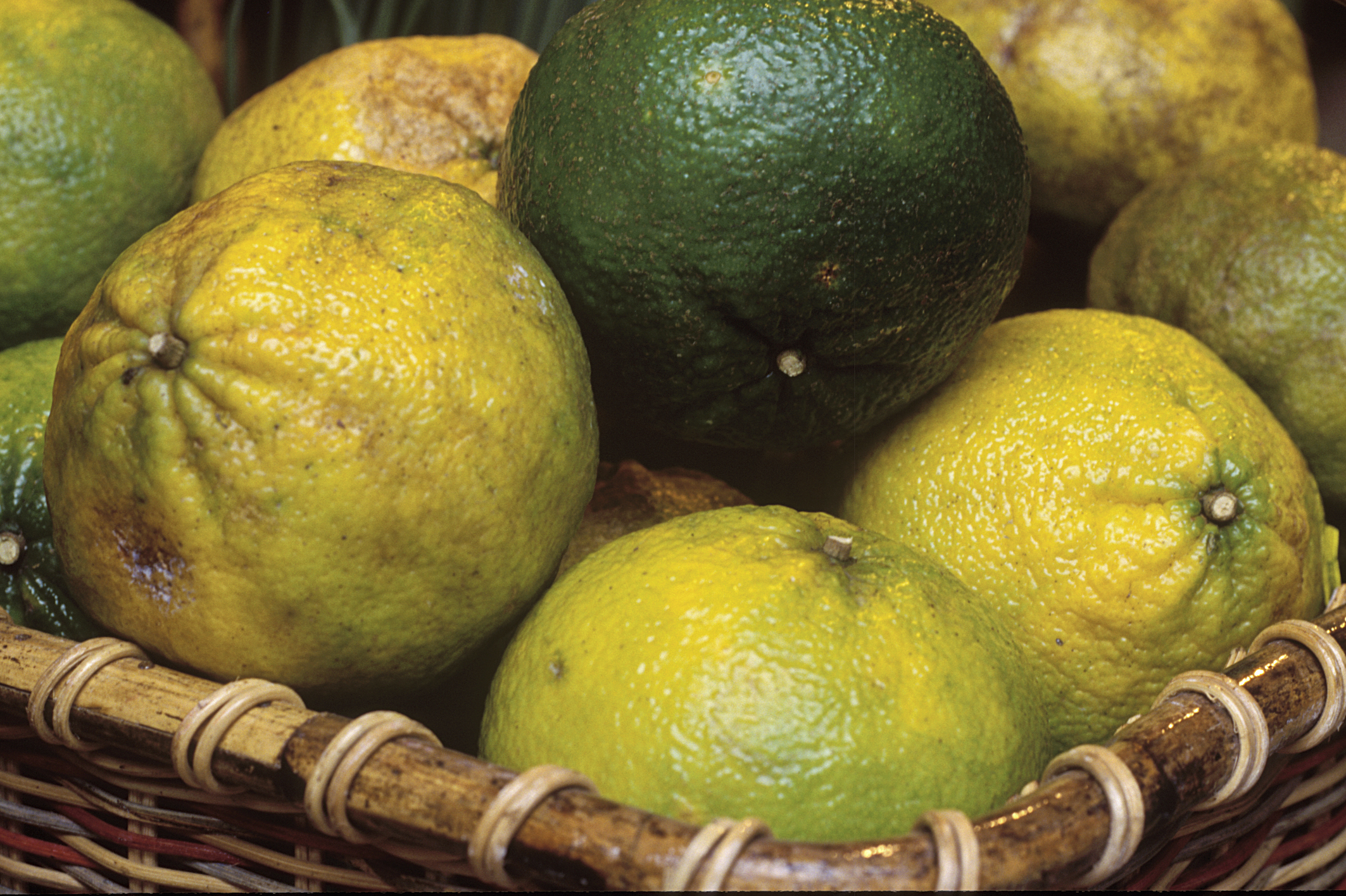
Fruit jaune et vert en climat tropical.

L'arbre s'adapte bien à de multiples climats (Australie, Brésil, Nouvelle-Zélande, Afrique du Sud, États-Unis, Portugal). Sous l'influence du climat la peau va du jaune clair avec des zones vertes à un rouge-orangé. De même le gout est plus marqué en climat méditerranéen qu'en climat tropical.

### Consommation
L'Ugli est fréquemment mangé nature ou au sucre, coupé en deux à la cuillère, pelé il accompagne les salades (de fenouil, de roquette), le fromage ou les yaourts, et les pâtisseries,.